# Nappe des Préalpes médianes
La nappe des Préalpes médianes est une nappe de charriage alpine appartenant au domaine structural du pennique moyen. Elle correspond initialement à la couverture sédimentaire du microcontinent briançonnais qui a été décollée de son socle au cours de l'orogenèse alpine au Cénozoïque. Elle forme actuellement l'ossature du massif du Chablais (Préalpes du Chablais), des Alpes bernoises et des Alpes uranaises (Préalpes romandes). Elle est principalement constituée de calcaires alternant avec des intervalles marneux. La paléogéographie du domaine briançonnais a influencé la proportion relative de ces deux composantes, ce qui affecte le style de déformation tectonique de la nappe et permet de distinguer la nappe des Préalpes médianes plastiques (alternance calcaire-marne et plissements) de la nappe des Préalpes médianes rigides (accumulations strictement calcaires, série condensée et faillée).

## Cadre géographique et géologique
Au cours de la fermeture de la Téthys alpine, l'ensemble des couvertures sédimentaires du domaine paléogéographique briançonnais ont été décollées de leur socle puis imbriqués dans le prisme d'accrétion sédimentaire qui incorpore aussi des couvertures sédimentaires des domaines valaisan et piémontais. À la suite de la collision, l'ensemble des terrains issus du briançonnais correspondent structuralement au pennique moyen et le prisme d'accrétion a été charrié sur la plaque européenne en position externe. Il correspond aujourd'hui en grande partie aux Préalpes chablaisiennes et romandes dont la nappe des Préalpes médianes forme l'ossature. Néanmoins l'exhumation des massifs cristallins externes au Miocène a provoqué l'érosion des unités penniques situés juste au-dessus et entraîné l'isolement des couvertures penniques par rapport à leurs socles situés en arrière des massifs cristallins externes. Ainsi la nappe des Préalpes médianes constitue une klippe. D'autres klippes sont rapportées latéralement vers le lac des Quatre-Cantons en Suisse centrale ainsi que dans les massifs subalpins entre le massif des Bornes et la chaîne des Aravis en France.

### Massifs subalpins
Le massif des Bornes est séparé de la chaîne des Aravis par une large vallée orientée nord-est sud-ouest. Cette vaste synforme est séparée en deux par le bombement anticlinal oblique du Mont Durand à proximité de La Clusaz : le synclinal de Thônes au sud et le synclinal du Reposoir au nord. Chacun de ces deux synclinaux est recouvert par une klippe appartenant à la nappe des Préalpes médianes : la klippe des Annes au nord et la klippe de Sulens au sud. C'est par ailleurs leur position au cœur du synclinal qui a favorisé leur préservation.
Ces klippes reposent sur les flyschs nord-helvétiques dont le grès du Val d'Illiez et partiellement le grès de Taveyannaz. La série stratigraphique des klippes se distingue par son extension restreinte entre le Trias et le Lias moyen et nettement différente de celle observée dans les Préalpes du Chablais et romande avec notamment une épaisse couche d'argilite rouge à la base.

### Préalpes du Chablais
La nappe des Préalpes médianes affleure sur la moitié nord du massif du Chablais. La limite septentrionale de nappe est formée par une ligne de reliefs comprenant le Môle (1 863 m); la pointe des Brasses (1 503 m), la pointe de Miribel (1 581 m) et Hirmentaz (1 607 m) au niveau de la vallée Verte puis se prolonge vers l'est via la pointe de Targaillan vers le col de Cou. La nappe constitue ensuite l'ensemble des reliefs bordant le lac Léman depuis le mont d'Hermone (1 413 m) jusqu'à la montagne des Mémises (1 686 m) en France et le Grammont (2 171 m) en Suisse.

Les reliefs de la nappe se caractérisent par le développement d'importantes falaises correspondant à la formation du Moléson (aussi dénommée Calcaires massifs). Les sommets sont d'une élévation modérée en bordure du massif du Chablais mais dépassent rapidement les 2 000 m. Les plus hauts sommet de la nappe des Préalpes médianes comprennent les Cornettes de Bise (2 432 m) et la dent d'Oche (2 221 m). L’essentiel des affleurements appartiennent à la nappe des Préalpes médianes plastiques. L'alignement des sommets selon un axe est-ouest résulte du plissement de la nappe en une série d'anticlinaux et de synclinaux qui se superposent au relief à l'image de la vallée du Risse. Au sud d'une ligne Abondance-La Chèvrerie-Onnion, les affleurements sont partiellement couverts par la nappe de la Dranse dans les vallées. Enfin la nappe des Préalpes médianes rigides affleure faiblement car recouverte en grande partie par la nappe de la Brèche. Les principaux affleurements sont restreints au mont Chauffé (2 093 m, France) et à la pointe de Bellevue (2 042 m, Suisse).

### Préalpes romandes
Dans les Préalpes romandes, la nappe des Préalpes médianes forme un large ruban d'orientation nord-est - sud-ouest coincé entre la nappe du Gurnigel du complexe Voirons-Wägital et la nappe du Niesen. Des plissements comparables à des Préalpes du Chablais caractérisent les reliefs et décrivent de nombreuses vallées parallèles tels que l'Intyamon, le Pays d'en Haut et la vallée de la Sarine. La partie nord de la nappe est recouverte par la nappe de la Brèche et surtout les nappes supérieures des Préalpes (notamment la nappe de la Sarine). Ces dernières forment un large bandeau entre le Pays d'en Haut et le vallée de la Sarine. Comme dans sa voisine chablaisienne, la nappe des Préalpes médianes rigides affleure faiblement et est localisée au sud de ce bandeau où elle constitue la Gummfluh (2 457 m), le Spillgerten (2 476 m) et la Diemtigtal. La majeure partie des sommets excèdent les 2 000 m dont le Vanil Noir (2 389 m).

## Subdivisions structurales
Très tôt, les auteurs ont constaté des différences entre les parties externe (au nord) et interne (au sud) de la nappe des Préalpes médianes, séparées par les flyschs des nappes supérieures des Préalpes. Maurice Lugeon proposa de les décrire respectivement comme la Zone extérieure du Dogger à Zoophycos et la Zone axiale du Dogger à Mytilus. Il est alors admis que la nappe pourrait correspondre à un système en éventail avec une zone axiale encadrée par une zone externe. Cependant la différence de style tectonique ainsi que le prééminence de la partie externe au nord de la zone conduit Maurice Lugeon et Elie Gagnebin à subdiviser la nappe en nappe des Préalpes médianes plastiques au nord et nappe des Préalpes médianes rigides au sud. Aymon Baud proposa ensuite de distinguer au sein de la nappe des Préalpes médianes rigides trois groupes d'écailles tectoniques : les rigides internes, rigides externes inférieures et rigides externes supérieures.

### Nappe des Préalpes médianes rigides
La nappe des Préalpes médianes rigides rassemble l'ensemble des écailles tectoniques situées au sud. La stratigraphie est très lacunaire puisque le Jurassique inférieur, une grande partie du Jurassique moyen ainsi que le Crétacé inférieur sont manquants. La série stratigraphique est ainsi dominée par des accumulations calcaires séparées par des discontinuités érosives qui a favorisé une déformation de type cassante qui s'exprime notamment au moyen de plans de chevauchement et d'un très faible plissement. Les nombreuses discordances résultent d'une succession de périodes d'émersion qui ont induit (1) l'absence d'une quelconque sédimentation (Jurassique inférieur), (2) l'érosion des plateformes carbonatées et le développement d'un système karstique (Trias) ou (3) le développement d'une sédimentation continentale très altérée de type bauxite (Dogger). Cette faible sédimentation définit une zone de hauts-fonds qui correspond à l'épaulement du rift et constitue le domaine paléogéographique du Briançonnais au sens strict.

### Nappe des Préalpes médianes plastiques
La nappe des Préalpes médianes plastiques est située dans la partie nord. La série stratigraphique est relativement complète et ne présente pas de lacune sédimentaire. La série stratigraphique débute au Trias supérieur et s'étend jusqu'à l'Éocène. La présence d'intervalle marneux au Jurassique puis de calcaires pélagiques au Crétacé inférieur démontre que la composante plastique de la nappe des Préalpes médianes correspond à un bassin situé en bordure immédiate de l'épaulement du rift et aussi décrit comme un bassin marginal. Le domaine paléogéographique est défini comme le subbriançonnais.

## Série stratigraphique

### Trias
Les dépôts triasiques constituent la semelle de la nappe des Préalpes médianes et débutent dans le Rhétien voire le Norien. La série débute avec des cargneules, parfois fracturées ou broyées par les plans de chevauchement. Elles sont surmontées par des calcaires dolomitiques et des dolomies. Le sommet est illustré par des calcaires lumachelliques qui présentent une grande diversité d'organismes incluant éponges, coraux, brachiopodes, gastéropodes et bivalves. L'épaisseur totale est estimée à moins de 100 m. Dans les klippes des Anne et des Sulens, la série inclut aussi des argilites rouges d'une épaisseur de 50 m. 
Ces dépôts décrivent des paléoenvironnements littoraux dans un milieu continental soumis à des transgressions marines et résultant du rifting de l'océan liguro-piémontais.

### Paléogène
À l'image des autres nappes préalpines, le sommet est scellé par une sédimentation de type flysch dénommée flysch des Médianes. Il correspond à une alternance de bancs gréseux et d'intervalles marneux. Son épaisseur est relativement faible et la stratigraphie est généralement perturbée par la déformation tectonique au point d'avoir parfois une apparence chaotique. La série a été datée entre l'Éocène inférieur et le Lutétien d'après les foraminifères planctoniques.
La sédimentation de flysch marque l'introduction de la couverture briançonnaise dans la zone du subduction. Elle permet de dater a posteriori la fermeture de l'océan ligruo-piémontais à l'Éocène moyen.